# Symplectoscyphus pedunculatus
Symplectoscyphus pedunculatus är en nässeldjursart som först beskrevs av Chantal Billard 1919.  Symplectoscyphus pedunculatus ingår i släktet Symplectoscyphus och familjen Sertulariidae. Inga underarter finns listade i Catalogue of Life.